# Ghiacciaio del Principe di Galles
Il ghiacciaio del Principe di Galles è un ghiacciaio tributario lungo circa 18 km situato nella regione meridionale della Dipendenza di Ross, nell'Antartide orientale. Il ghiacciaio, il cui punto più alto si trova a circa 2400 m s.l.m., si trova nei monti della Regina Elisabetta, nell'entroterra della costa di Shackleton, e fluisce verso nord, scorrendo tra la dorsale Hochstein e la dorsale Kohmyr, fino a unire il proprio flusso a quello del ghiacciaio Hamilton.

## Storia
Il ghiacciaio del Principe di Galles è stato così battezzato dai membri della squadra settentrionale della spedizione di ricognizione antartica neozelandese svolta nel periodo 1960-61 in onore di Carlo, principe di Galles, figlio primogenito della regina Elisabetta II e di Filippo di Edimburgo.